# North Opuha

La rivière North Opuha  (en anglais : North Opuha River) est un cours d’eau du Sud de la région de  Canterbury dans l’Île du Sud de la Nouvelle-Zélande.

## Géographie
Elle s’écoule vers le sud à partir de sa source  dans la chaîne de « Sherwood Range », et se déverse dans l’extrémité nord du lac Opuha, à 15 km au nord de la ville de Fairlie.